# Magdalene Normanová
Magdalene Normanová (nepřechýleně Magdalene Norman; 1. ledna 1877, Korsnes, Tysfjord – 10. prosince 1979, Lødingen) byla norská fotografka. Fotografovala převážně portréty, ale i krajiny.

## Životopis
V letech 1894–1895 studovala fotografii u Jula Frøsetha v Trondheimu a poté pracovala jako cestující fotografka společně s Didi (Bernhardine) Normanovou. Spolupráce s Didi Normanovou pravděpodobně trvala až do roku 1906, kdy Magdalene odcestovala do Spojených států. Pracovala jako fotografka střídavě v Bostonu a New Yorku, ale po čase onemocněla tuberkulózou a vrátila se do Norska. V roce 1910 byla krátkodobě hospitalizována v sanatoriu Grefsen v Oslu, poté znovu odjela do Korsnes a nechala tam postavit vlastní fotoateliér.
V letech 1911 až 1915 pracovala Magdalene Normanová jako fotografka v Harstadu spolu s Fridou Thodeovou a Claudií Christoffersenovou. Měla také ateliér v Andenes (postaven v roce 1904) a v Kjøpsviku. V roce 1915 se znovu přestěhovala do Korsnes a provdala se za Waltera Pettersena (Thodal), ale Walter ve stejném roce odcestoval do Spojených států.
Magdalene Normanová žila v Larviku od roku 1918 a byla zde zaměstnána u fotografa Jacoba Emanuela Ludwigsena. Znovu začala pracovat na sebe v roce 1930, kdy založila obchod s fotografickou trafikou Amatørsentralen v Larviku. V roce 1940 se znovu přestěhovala zpět do Korsnes. Tam byla dispečerkou parníků a vedla menší poštu až do roku 1970, kdy jí bylo 93 let. V posledních letech žila v domově důchodců v Lødingenu.
V roce 1985 bylo v Harstadu znovu objeveno asi 6 500 skleněných desek z archivu Magdaleny Normanové. Uchovává jej muzeum Sør-Troms a snímky jsou zveřejněny na webových stránkách Digitalt Museum.